# Christoph Wiederkehr

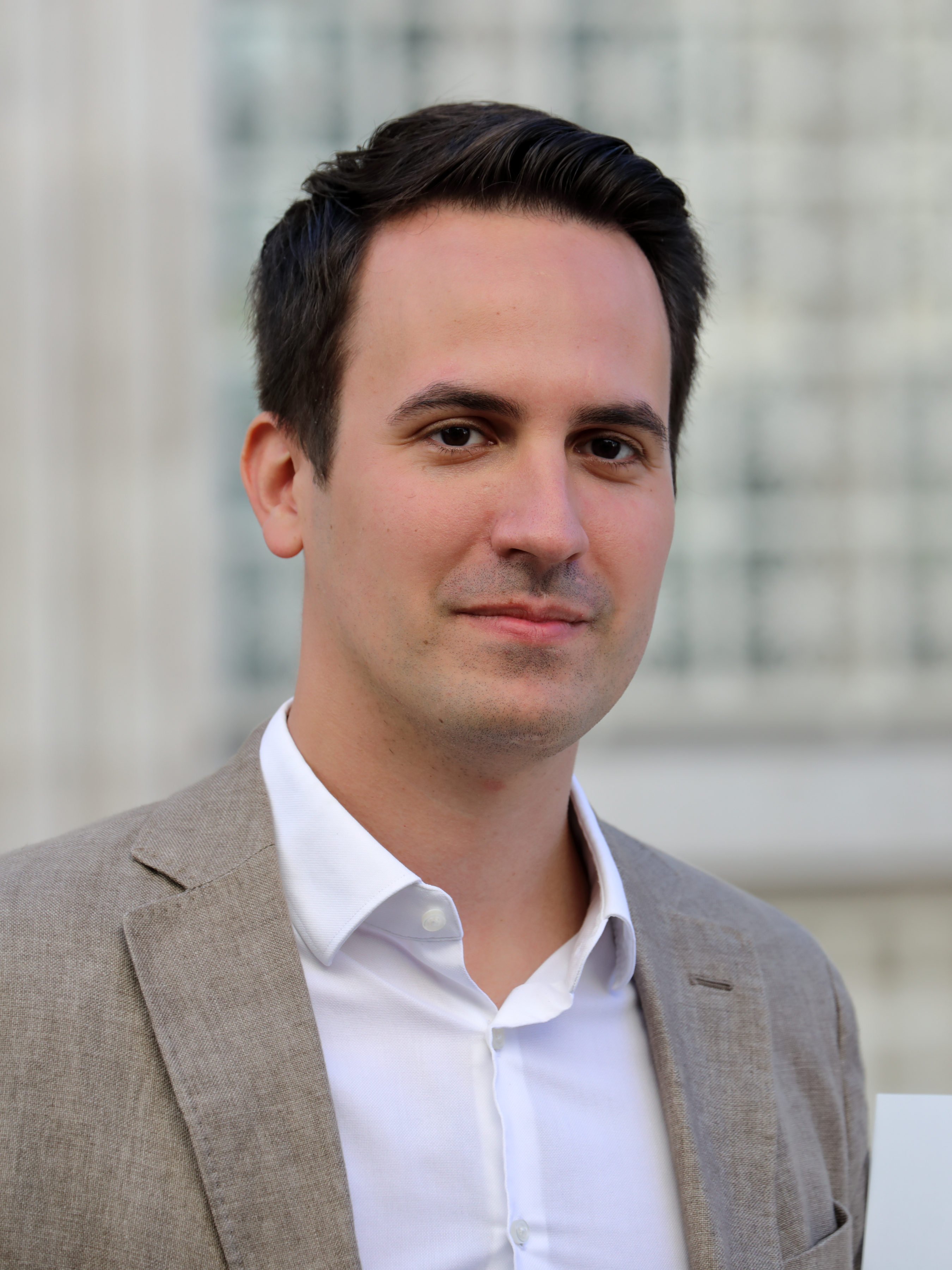
Christoph Wiederkehr (2020)

Christoph Wiederkehr (* 12. April 1990 in Salzburg) ist ein österreichischer Politiker (NEOS). Er ist seit 3. März 2025 Bundesminister für Bildung in der Bundesregierung Stocker. Zuvor war er von 24. November 2020 bis 3. März 2025 als Landeshauptmann-Stellvertreter des Bundeslandes Wien und Vizebürgermeister der Stadt Wien sowie Stadtrat für Bildung, Jugend, Integration und Transparenz (Landesregierung und Stadtsenat Ludwig II) tätig. Seit dem 19. Juni 2021 ist er neben Andrea Klambauer stellvertretender Bundesvorsitzender von NEOS.

## Leben
Christoph Wiederkehrs Vater ist gebürtiger Ungar, seine Mutter kommt aus Frankreich. Über sie hat er neben der österreichischen auch die französische Staatsbürgerschaft.
Wiederkehr legte im Jahr 2009 die Matura am Privatgymnasium Borromäum ab. Danach studierte er an der Universität Wien Jus und Politikwissenschaft. Dabei besuchte er in Form von Auslandssemestern die University of Sussex, die Sciences Po Paris und die Australian National University. In Australien war er unter anderem von Oktober bis Dezember 2012 Praktikant an der österreichischen Botschaft in Canberra. Im Jahre 2013 erlangte er seinen Bachelor in Politikwissenschaft, 2018 einen Master of Arts. Wiederkehr war während seines Studiums mehrere Jahre als studentischer Mitarbeiter am österreichischen Verfassungsgerichtshof tätig.

## Politik
Von September 2013 bis Juni 2015 war er Vorsitzender von JUNOS – Junge liberale Studierende. Von November 2015 bis September 2018 war er Landesvorsitzender der Jugendorganisation JUNOS.
Wiederkehr war seit November 2015 Abgeordneter zum Wiener Gemeinderat und Landtag und wurde am 27. September 2018 als Nachfolger von Beate Meinl-Reisinger Klubchef der NEOS in Wien. Im Dezember 2018 wurde er zum NEOS-Landessprecher gewählt.
Mit Wiederkehr als Spitzenkandidat erreichten die NEOS bei der Landtags- und Gemeinderatswahl in Wien 2020 mit 7,41 Prozent ihr bis dahin bestes Ergebnis in Wien und wurden anschließend Koalitionspartner der SPÖ in Landesregierung und Stadtsenat Ludwig II.
In diesem Zuge wurde Wiederkehr am 24. November 2020 zum Vizebürgermeister der Stadt Wien gewählt und ist damit das einzige Regierungsmitglied der NEOS in Wien. In dieser Funktion ist Wiederkehr Bildungs- und Integrationsstadtrat.
Zu Beginn der 21. Wahlperiode wurde Bettina Emmerling als Nachfolgerin von Wiederkehr zur Wiener Klubobfrau gewählt.
Die NEOS-Mitgliederversammlung kürte Wiederkehr im Februar 2025 zum Spitzenkandidaten der Landtags- und Gemeinderatswahl in Wien 2025.
Wiederkehr ist seit 3. März 2025 Bundesminister für Bildung, Wissenschaft und Forschung in der Bundesregierung Stocker.

## Publikationen
- Als Herausgeber mit Clemens Ableidinger: 175 Jahre 1848: Liberalismus in Wien von 1848 bis heute. Böhlau, Wien 2024, ISBN 978-3-205-22036-7.
- Schule schaffen: Schulangst – Notenfrust – Bürokratie – Wie gelingt es, dass Kinder wieder gerne zur Schule gehen? Goldegg Verlag, Wien 2024, ISBN 978-3-99060-452-6.